# Nezasićena mast
Nezasićena mast je mast ili masna kiselina koja ima bar jednu dvostruku vezu unutar lanca masne kiseline. Masni molekul je mononezasićen ako sadrži jednu dvostruku vezu, i polinezasićen ako sadrži više od dve dvostruke veze. Kad se formiraju dvostruke veze, atomi vodonika se eliminišu. Zasićena mast nema dvostrukih veza. Ona ima maksimalni broj vodonika vezanih za ugljenike, i stoga je "zasićena" atomima vodonika. U ćelijskom metabolizmu, molekuli nezasićene masti sadrže nešto manje energije (i.e., manje kalorija) nego ekvivalentne količine zasićene masti. Što je veći stepen nezasićenosti u masnoj kiselini (i.e., što je veći broj dvostrukih veza), to je ona podložnija lipidnoj peroksidaciji. Antioksidansi mogu da zaštite nezasićene masti od lipidne peroksidacije

## Hemija i ishrana
Dvostruke veze mogu da budu bilo cis ili trans izomer, u zavisnosti od geometrije veze. U cis konformaciji, atomi vodonika su na istoj strani dvostruke veze, dok su kod trans konformacije, na suprotnim stranama. Zasićene masti su popularne među proizvođačima hrane jer su u manjoj meri podložne užegljavanju, i generalno su čvršče na sobnoj temperaturi od nezasićenih masti. Nezasićeni lanci imaju nižu tačku topljenja, i stoga povećavaju fluidnost ćelijskih membrana.